# Anouchka Sikorsky
Anouchka Sikorsky (nom officiel pour l'État-civil belge : Anne-Marie Sikorski) est une écrivaine, animatrice et speakerine de télévision belge, née à Liège le 1er octobre 1955. Ses parents sont originaires de Pologne et d'Ukraine.

## Biographie
Anouchka Sikorsky est élue Miss Belgique en 1974.
Elle fut animatrice radio à la RTBF, puis elle a été speakerine sur la chaîne de télévision luxembourgeoise RTL Télévision et présentatrice sur cette chaîne des émissions RTL Vision, Samedi en fête et Chocolat Show. Elle va rejoindre ensuite les équipes belges de RTL TVI comme animatrice et productrice de 1987 à 1989. 
Elle se consacre ensuite à l'écriture  notamment d'articles, d'interviews et de nouvelles pour différents magazines belges (Le Soir Illustré et Ciné Revue) et est auteure de romans policiers.

## Œuvres
- Confidences au Touquet, éditions Dricot, 2018
- Disparition à Liège, éditions Dricot, 2016
- Meurtre à Rixensart : Petits Scrupules et Grande Vertu , éditions Dricot, 2014
- La Boite à Mirages, 2013.
- Crime à Louvain La Neuve, Luc Pire, 2012.